# Adolphe Messimy

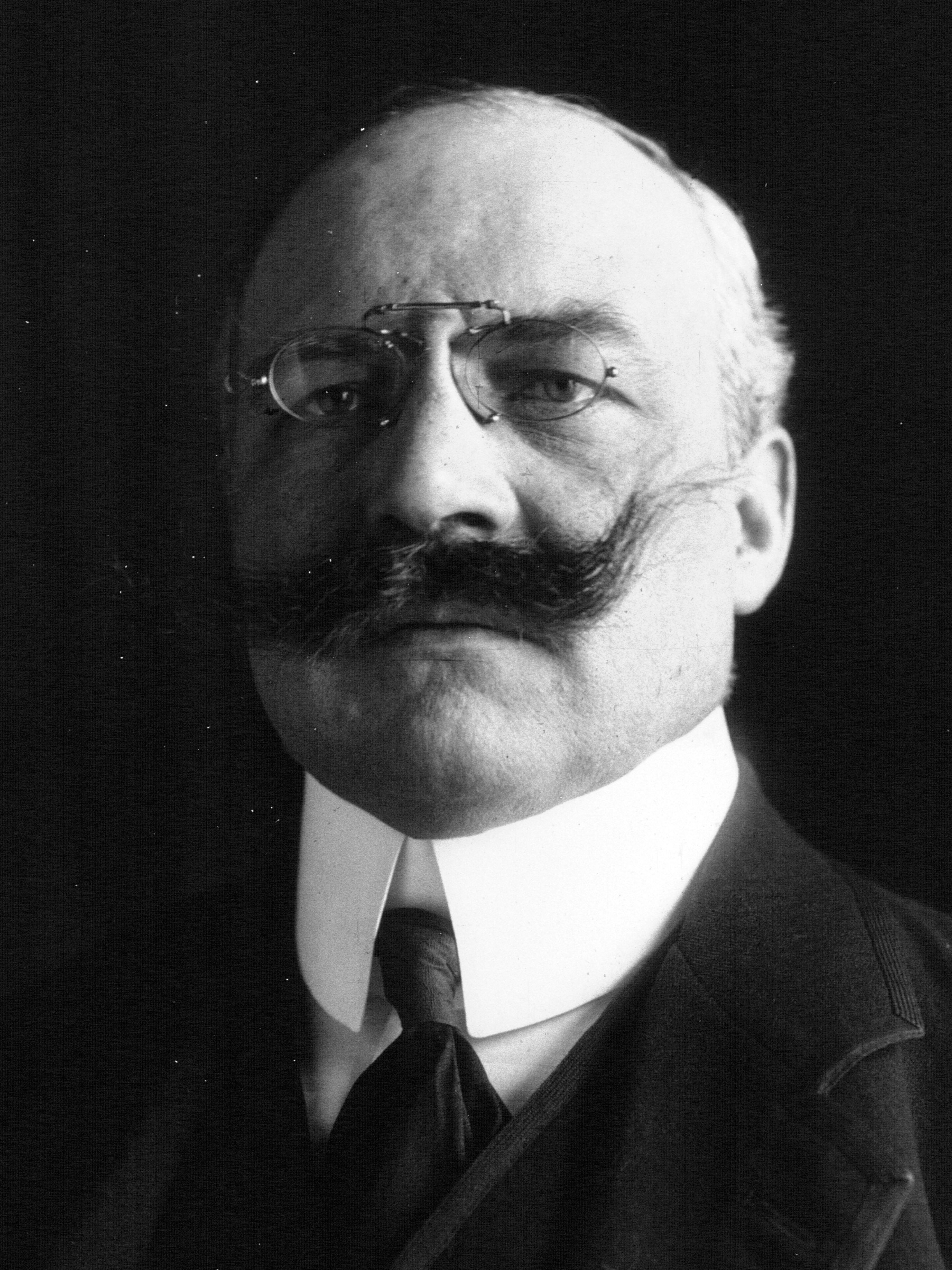
Adolphe Messimy (1914)

Adolphe Pierre Messimy (* 31. Januar 1869 in Lyon; † 1. September 1935 in Charnoz, Département Ain) war ein französischer Politiker der Dritten Republik, Kolonial- sowie Kriegsminister und General der französischen Armee.

## Leben
Nach dem Besuch der Militärschule Saint-Cyr begann er eine Offizierslaufbahn, wo er schnell aufstieg. Gleichzeitig engagierte er sich politisch. Von 1902 bis 1919 gehörte er der RRRS und von 1923 bis zu seinem Tod der GD an.
Vom 2. März bis 27. Juni 1911 war er Kolonialminister im Kabinett Monis. Am 27. Juni 1911 folgte er François Louis Auguste Goiran als Kriegsminister im Kabinett Caillaux nach und gab das Amt am 14. Januar 1912 an Alexandre Millerand ab. Am 13. Juni 1914 wurde er als Nachfolger von Théophile Delcassé im Kabinett Viviani ein weiteres Mal Kriegsminister und wurde am 26. August 1914 wiederum von Millerand abgelöst. Zum Rücktritt des Kabinetts Viviani war es nach einer Auseinandersetzung Messimys mit dem französischen Oberkommandierenden Joseph Joffre gekommen. Der Rücktritt Messimys sollte die Bildung einer neuen Regierung auf breiterer Basis ermöglichen.
Messimy übernahm noch im August 1914 ein Kommando, im Rang eines Capitaine  im Generalstab diente er beim 14. Armeekorps. Am 16. November 1914 wurde er als neu beförderter Colonel zum Ritter der Ehrenlegion geschlagen. Am 27. Juli 1915 wurde er in den Vogesen als Chef der 6. Chasseurs-Brigade verwundet. 1917 führte er das Kommando über die 213. Infanterie-Brigade. Am 11. September 1917 wurde er Général de brigade und erhielt das Kommando über die in Flandern stehende 162. Infanterie-Division, die während der deutschen Frühjahrsoffensive im April 1918 bei den Gegenangriffen der 1. Armee im Raum Montdidier zum Einsatz kam. Messimy beendete seine militärische Laufbahn im Rang eines Général de division.
Es wurde ihm nachgesagt, Geliebter von Mata Hari gewesen zu sein, bei deren Prozess er zu ihren Gunsten aussagte. Bis zu seinem Tod hatte er einen Sitz im Senat als Abgeordneter seines Heimat-Départements Ain. Seine Memoiren („Mes Souvenirs“) erschienen postum – 1937 – bei Plon.